# Quatuor à cordes no 1 de Hindemith
Pour les articles homonymes, voir Quatuor à cordes no 1.
Le Quatuor à cordes no 1 en do majeur opus 2 est une composition de musique de chambre de Paul Hindemith. Il a été composé en 1915.